# Nidularium longiflorum
Nidularium longiflorum là một loài thực vật có hoa trong họ Bromeliaceae. Loài này được Ule mô tả khoa học đầu tiên năm 1896.